# Johann Philipp Benjamin von Weger
Johann Philipp Benjamin von Weger (* 3. September 1736 in Bischdorf (Kreis Groß-Wartenberg); †  12. Januar 1809 in Neiße) war ein preußischer Generalmajor und zuletzt Kommandant der Festung Neiße.

## Herkunft
Sein Vater war Johann Jakob von Weger, Erbherr auf Bischdorf und Bukowine (Kreis Groß-Wartenberg). Dieser war von Kaiser Karl VI. in den böhmischen und von König Friedrich Wilhelm I. in den preußischen Adelstand erhoben worden. Seine Schwester Helene Henriette Eleonore (* 25. Dezember 1752; † 24. Mai 1792) war mit dem Landrat Christian Wilhelm von Teichmann (* 11. Juni 1747; † 14. Februar 1816) verheiratet.

## Leben
Johann Philipp ging 1749 in sächsische Dienste und kam als Volontär in das polnische Husaren-Regiment. Im Jahr 1751 kam er dann als Junker in das Infanterie-Regiment Flemming. Kurz vor dem Siebenjährigen Krieg am 15. Oktober 1756 wechselte er in preußische Dienste und kam dort in das Infanterie-Regiment Nr. 7, aber nur als Musketier. Während des Krieges kämpfte er in den Schlachten bei Kolin, Zorndorf, Kay, Kunersdorf und Torgau. Bei Kunersdorf wurde er verwundet, bei Torgau geriet er in Gefangenschaft. Ferner kämpfte er bei den Gefechten von Strehlen und Wittenberg sowie bei der Belagerung von Dresden. In der Zeit wurde er am 25. Mai 1758 Fähnrich, am 22. September 1758 Seconde-Lieutenant und am 31. Januar 1762 Premier-Lieutenant.
Nach dem Krieg wurde er am 12. Februar 1771 Stabshauptmann und nahm er am Bayerischen Erbfolgekrieg teil. Am 1. März 1779 wurde er Hauptmann und Kompaniechef. Am 15. Juli 1789 wurde er Major, am 16. Juni 1798 Oberstleutnant und am 14. Juni 1799 Oberst. Am 14. Oktober 1800 wurde er zum Kommandeur des Infanterie-Regiments Nr. 7 ernannt. Dazu erhielt er am 9. Dezember 1802 bei einer Parade in Stargard in Pommern den Pour le Mérite. Am 19. März 1805 wurde er zum Generalmajor ernannt und auf Grund seines Alters als Kommandant in das Fort Preußen bei Neisse versetzt, was ihm mit einem Gehalt von 1200 Talern vergütet wurde. Während des Vierten Koalitionskrieges verteidigte er die Festung Neiße 98 Tage gegen die Franzosen. Obwohl er letztlich am 16. Juni 1807 kapitulieren musste, wurde sein Verhalten von der Immediatuntersuchungskommission gelobt. Nach dem Krieg erhielt er am 9. Dezember 1808 seine Demission und dazu eine Pension von 800 Talern. Er starb bereits am 12. Januar 1809 in Neiße und wurde dort am 15. Januar 1809 auf dem Hauptwall bei den Eiskellern beigesetzt.
Weger war selbst sehr belesen und gebildet und gehörte zu den Offizieren, die sich um die Ausbildung ihrer Soldaten und deren Kinder verdient gemacht hatten. Dafür erhielt er Lob von König Friedrich Wilhelm III. Der Plan, ein Garnisonschulhaus zu bauen, scheiterte am verlorenen Krieg von 1806.
Weger war Mitglied der Freimaurerlogen Zur Eintracht in Berlin, Zu den drei Zirkeln in Stettin (vor 1769), Mitgründer der Loge Zu den drei goldenen Ankern in Stettin (1769) und Mitglied der Loge Zur weißen Taube in Neisse (1804–1809).

## Familie
Er heiratete am 5. Januar 1777 in Stettin Juliane Charlotte von Teichmann (* 31. Mai 1752; † 23. April 1790) Witwe des Grafen Karl Wilhelm von Kessel und Zeutsch, die älteste Tochter des Herren Christian Friedrich von Teichmann (1710–1781)  aus Langendorf in Schlesien. Das Paar hatte einen Sohn:
- August Heinrich Philipp Christian (* 14. Juni 1781)